# Der Wanderer über dem Nebelmeer
Der Wanderer über dem Nebelmeer (Nederlands: De wandelaar boven de nevelen) is een schilderij van de Duitse kunstschilder Caspar David Friedrich uit circa 1818, olieverf op doek, 94,8 x 74,8 centimeter groot. Het toont een van op de rug beziene man die vanaf een hoge rots over een zee van mist wegkijkt naar het hem omringende gebergte. Het doek geldt als exemplarisch voor de Duitse romantiek. Het bevindt zich in de collectie van de Hamburger Kunsthalle.

## Context
De oorsprong van Friedrichs landschapskunst is gelegen in de veduta-schilderkunst uit de achttiende eeuw, waarin veelvuldig een toeschouwer op de voorgrond wordt afgezet tegen een weids achtergrondlandschap. Het refereert aan wat filosofen in die tijd als het sublieme zouden aanduiden: grandioze natuurtaferelen, eenzame gebergten of onmetelijke oceanen die de toeschouwer het gevoel geven van een religieuze of overweldigende ervaring.
Anders dan in de veduta-landschappen en hoewel hij voor zijn berglandschappen ook persoonlijk inspiratie opdeed tijdens reizen naar het Harzgebergte en Rügen, ontbreekt in Friedrichs werk het toeristische karakter. Zijn werken kunnen het best gekarakteriseerd worden als stemmingslandschappen. Van belang zijn steeds twee sleutelelementen: enerzijds het feitelijke landschap, anderzijds de gemoedstoestand van de waarnemende persoon of personen, die hij op de voorgrond plaatst. Vaak schildert hij deze figuren op de rug gezien ("Rückenfigur"), enigszins vergroot in verhouding tot het landschap. De eindeloze verte en de begrensde standplaats van de afgebeelde persoon duiden op de platonische dichotomie tussen lichaam en ziel, het aardse en het goddelijke. In zijn Wanderer über dem Nebelmeer brengt Friedrich dit bij uitstek tot uitdrukking.

## Afbeelding
Der Wanderer über dem Nebelmeer toont een eenzame, elegante figuur die over een zee van mist wegkijkt naar een woest berglandschap. Hij staat op een donkere, vanuit de voorgrond omhoog rijzende rots, die een ideaal uitkijkpunt vormt.  De stok in zijn rechterhand onderstreept dat hij een wandelaar is, hetgeen verwondering oproept dat hij zo hoog is gekomen. De in mist gehulde heuvels en bergtoppen zijn imposant en overweldigend. Ver erboven ligt een wolkenband, die refereert aan wat in de tijd van de romantiek het verhevene werd genoemd. De compositie vertoont de neiging om dichtbij en veraf naadloos in elkaar over te laten lopen. Omdat de figuur met de rug naar de kijker toe staat, kan deze het landschap op dezelfde wijze aanschouwen en ontstaat de suggestie dat deze hetzelfde gevoel ondergaat als de afgebeelde figuur. Het werk illustreert de uitspraak van Lord Byron, die het sublieme beschreef door zich af te vragen of bergen, heuvels en wolken geen deel van hem zelf en zijn ziel waren, net zoals hij een deel van hen was.
Op een meer persoonlijk niveau kan het werk gezien worden als een weerspiegeling van de strijd die Friedrich voerde om zijn eigen emoties te bedwingen. Hij schilderde het werk in het jaar waarin hij trouwde en worstelde vaak hevig met depressies. Op jonge leeftijd zakte hij eens bij het schaatsen door het ijs. Zijn broer wist hem te redden, maar kwam daarbij zelf om het leven, hetgeen de kunstenaar een levenslang trauma opleverde.
Meer concreet wordt verondersteld dat Friedrich het schilderij aanvankelijk maakte als eerbetoon aan een gesneuvelde soldaat. De man is, als vaker in zijn werken, gekleed in Oudduitse kledij, waarmee gerefereerd wordt aan de Duitse bevrijdingsoorlog en zijn eigen patriottische, revolutionaire instelling. Daarmee is het schilderij niet alleen nostalgisch gericht op het verleden, maar ook op de toekomst en de hoop.